# 宝生弥一
宝生 弥一（ほうしょう やいち、1908年（明治41年）7月2日 - 1985年（昭和60年）3月11日）は、ワキ方宝生流（下掛宝生流）の能楽師。元の名は光本弥一郎。

## 来歴
愛媛県松山市のワキ方下掛宝生流能楽師・光本敬一の長男として生まれる。1918年に上京し、下掛宝生流家元宝生新に入門する。翌年、「小鍛冶」の大臣役で初舞台を踏む。1923年、関東大震災に遭い、松山に帰郷する。1931年、法政大学専門部商業科を卒業する。1933年、宝生新の次女と結婚する。その後、宝生家に入籍し、宝生姓を名乗る。1944年、宝生新の死に伴い、宝生彰彦の家元後見となる。
1970年以降、芸術祭優秀賞・紫綬褒章・芸術選奨文部大臣賞、1980年には日本芸術院賞を受賞。1981年、重要無形文化財保持者（人間国宝）。 1984年、芸術院会員。1985年、死去。墓所は東京日暮里の善性寺。
能楽のワキ方として戦後第一級と評される。宝生閑は長男。

## DVD

### 演能作品
- 能楽名演集1 「隅田川」観世流 梅若六郎、宝生弥一、NHKエンタープライズ
- 能楽名演集3 能『俊寛』 能『猩々乱』／観世流 観世寿夫、宝生弥一、NHKエンタープライズ

### 仕舞・独吟
- 能楽名演集1「仕舞独吟一調舞囃子集」／独吟『實方（蘭曲）』宝生弥一、NHKエンタープライズ
- 能楽名演集2「仕舞一調舞囃子集」／仕舞『羅生門』宝生弥一、NHKエンタープライズ